# Rancho Cucamonga, California
Rancho Cucamonga, California là một thành phố thuộc quận San Bernardino trong tiểu bang California, Hoa Kỳ. Thành phố có tổng diện tích km², trong đó diện tích đất là 39,9 dặm vuông Anh (103 km2). Theo điều tra dân số Hoa Kỳ năm 2010, thành phố có dân số 161.830 người, là thành phố đông dân thứ 142 tại Hoa Kỳ và thứ 27 bang California năm 2010.